# Osulf II. von Northumbria
Osulf oder Oswulf († 1067) war ein Sohn von Eadwulf III. von Bamburgh (getötet 1041) und Enkel von Uhtred, Earl of Northumbria (getötet 1016). Osulfs Familie herrschte als „High-Reeves“ (Ealdormen) in Bamburgh von 954 bis 1041, als Siward, Earl of Northumbria Eadulf tötete und Northumbria unter einer einheitlichen Regierung wiedervereinigte.
1065 folgte Morcar als Toste Godwinson als Earl von ganz Northumbria, und er ernannte Osulf zum Regenten für den Landesteil nördlich des Tyne. Morcars Widerstand gegen die Normannische Eroberung Englands durch Wilhelm den Eroberer 1066 führte zur Absetzung und Einkerkerung Osulfs. Wilhelm ernannte Copsi, Tostes früheren Stellvertreter, als Nachfolger Morcars.
Im Februar 1067 kam Copsi in den Norden und zwang Osulf, in den Bergen Schutz zu suchen. Osulf begann damit, eine Armee aufzustellen, was dadurch vereinfacht wurde, dass Copsi als Invasor und Steuereintreiber für Wilhelm betrachtet wurde und höchst unpopulär in Northumbria war. Am 12. März überraschte er Copsi und seine Männer bei einem Bankett in Newburn-upon-Tyne. Copsi floh in einer nahe gelegene Kirche, die in Brand gesteckt wurde, was Copsi zum Verlassen des Gebäudes zwang. Osulf ließ ihn köpfen.
Osulf scheint die Herrschaft über die Grafschaft Bamburgh übernommen zu haben, und es drohten keine Expeditionen, ihn zu entfernen. Im Herbst 1067 jedoch fing Osulf, der anscheinend seinen Pflichten als Graf nachgekommen war, einen Gesetzlosen ab und wurde vom Speer des Mannes durchbohrt.
Sein Nachfolger als Earl wurde sein Vetter Cospatric, der das Earldom von König William erwarb.